# Tegenaria oribata
Tegenaria oribata är en spindelart som beskrevs av Simon 1916. Tegenaria oribata ingår i släktet husspindlar, och familjen trattspindlar.
Artens utbredningsområde är Frankrike. Inga underarter finns listade i Catalogue of Life.